# Schönfeld (Brandenburgia)
Schönfeld – gmina w Niemczech, w kraju związkowym Brandenburgia, w powiecie Uckermark, wchodzi w skład urzędu Brüssow (Uckermark).